# Lista de episódios de The Davincibles
Esta página é um anexo, e também um complemento com os episódios do desenho animado The Davincibles, manualmente os episódios tem a conta certa de 52 episódios, mas só possui uma temporada. Abaixo a lista/tabela com todos os 52 episódios do programa:

## Primeira Temporada
| Data do ar (Portugal)  | Episódio                                        |
| ---------------------- | ----------------------------------------------- |
| 1 de agosto de 2011    | Escrito em Pedra                                |
| 1 de agosto de 2011    | Espetinho de Carne                              |
| 4 de agosto de 2011    | Confronto Monumental                            |
| 4 de agosto de 2011    | Destroçado                                      |
| 5 de agosto de 2011    | O Barbeiro da Vila do Sono                      |
| 5 de agosto de 2011    | Dá Um Grito                                     |
| 10 de agosto de 2011   | O Amor É Rock N' Roll                           |
| 10 de agosto de 2011   | Um Olhar Petrificante                           |
| 12 de agosto de 2011   | Vote no bode                                    |
| 12 de agosto de 2011   | Mostra os Dedões                                |
| 14 de agosto de 2011   | Dia de Shopping                                 |
| 14 de agosto de 2011   | Pega o Saque                                    |
| 14 de agosto de 2011   | Picadinho da Ruína                              |
| 24 de agosto de 2011   | Vulcão Não Não                                  |
| 24 de agosto de 2011   | Quando Pensa o Pensador                         |
| 25 de agosto de 2011   | Bola de Neve                                    |
| 25 de agosto de 2011   | São As Gárgulas                                 |
| 30 de agosto de 2011   | Atlas Salvou O Mundo                            |
| 30 de agosto de 2011   | Cachorros Talentosos                            |
| 1 de dezembero de 2011 | A Vingança de Napoleão                          |
| 1 de dezembero de 2011 | Corações em Chamas                              |
| 12 de novembro de 2012 | Qual É A Onda?                                  |
| 12 de novembro de 2012 | Espetos e Ossos                                 |
| 13 de novembro de 2012 | Só Um Aviso                                     |
| 13 de novembro de 2012 | Entrando Em Forma                               |
| 14 de novembro de 2012 | Sem Chuva no Meu Desfile                        |
| 14 de novembro de 2012 | Desfile de Moda                                 |
| 4 de dezembro de 2012  | Raiva Fraternal                                 |
| 4 de dezembro de 2012  | Quando Os Opostos Se Atraem                     |
| 7 de janeiro de 2013   | A Luta da Zoe                                   |
| 7 de janeiro de 2013   | O Lincoln Dormiu Aqui                           |
| 9 de janeiro de 2013   | Algo Está Podre                                 |
| 9 de janeiro de 2013   | Doidonautas                                     |
| 10 de junho de 2013    | Miss Fabulosa                                   |
| 10 de junho de 2013    | Uma Vida de Pirata Pra Mim                      |
| 11 de junho de 2013    | Loucura de Festa                                |
| 11 de junho de 2013    | Triângulos Amorosos                             |
| 12 de julho de 2013    | Melhores Amigos                                 |
| 12 de julho de 2013    | Enlouquecendo                                   |
| 1 de dezembro de 2013  | Músicas Para Os Meus Ouvidos                    |
| 1 de dezembro de 2013  | Um Lindo Problema                               |
| 5 de junho de 2014     | Os Davincis Bailarinos                          |
| 5 de junho de 2014     | Os Tenores E O Sapo                             |
| 9 de junho de 2014     | Um Molho Com Qualquer Outro Nome                |
| 9 de junho de 2014     | Qual É O Seu Seno?                              |
| 12 de julho de 2014    | Invasores De Rede                               |
| 12 de julho de 2014    | Picada De Pulga                                 |
| 1 de dezembro de 2014  | Vidro Do Passado                                |
| 1 de dezembro de 2014  | O Dragão De Davinci                             |
| 9 de dezembro de 2014  | Ideias Brilhantes                               |
| 9 de dezembro de 2014  | Plano Espinhoso / A Rainha Do Dia Dos Namorados |